# اچ‌ام‌اس پنگوئن (۱۸۷۶)
اچ‌ام‌اس پنگوئن (۱۸۷۶) (به انگلیسی: HMS Penguin (1876)) یک کشتی بود که طول آن ۱۷۰ فوت (۵۱٫۸ متر) بود. این کشتی در سال ۱۸۷۶ ساخته شد.